# 阳平镇 (大悟县)
阳平镇，是中华人民共和国湖北省孝感市大悟县下辖的一个乡镇级行政单位。

## 行政区划
阳平镇下辖以下地区：
朱岗村、和平村、阳平村、余冲村、古寨村、红升村、新寨村、铁铺村、尚寺村、双冲村、汪墩村、红光村、柳林村、中秋村、陈湾村、虎岗村和黄麦岭磷化工集团公司社区。